# Cayrols
Cayrols è un comune francese di 259 abitanti situato nel dipartimento del Cantal nella regione dell'Alvernia-Rodano-Alpi.

## Società

### Evoluzione demografica
Abitanti censiti